# Александро-Невский собор (Симферополь)
Александро-Невский собор — православный храм в Симферополе в Крыму, кафедральный собор Крымской митрополии и Симферопольской и Крымской епархии Русской православной церкви. Памятник архитектуры русского классицизма. Был построен в 1810—1829 годах, разрушен советскими властями в 1930 году и воссоздан в 2003—2022 годах. Современный проект заметно отличается от оригинала.
Настоятель собора — митрополит Симферопольский и Крымский Лазарь (Швец).

## История

### Первоначальный храм XIX века
Идея возведения в Симферополе соборного храма принадлежит Екатерине II, посетившей город в мае 1787 года, вскоре после присоединения Крыма к Российской империи (1783). Однако, начавшаяся в августе того же года война с Османской империей, а потом смерть Григория Потёмкина и императрицы задержали начало строительства.
Храм был заложен в 1810 году, однако строительство продвигалось очень медленно из-за нехватки средств, войны 1812 года и конструкционных трудностей.

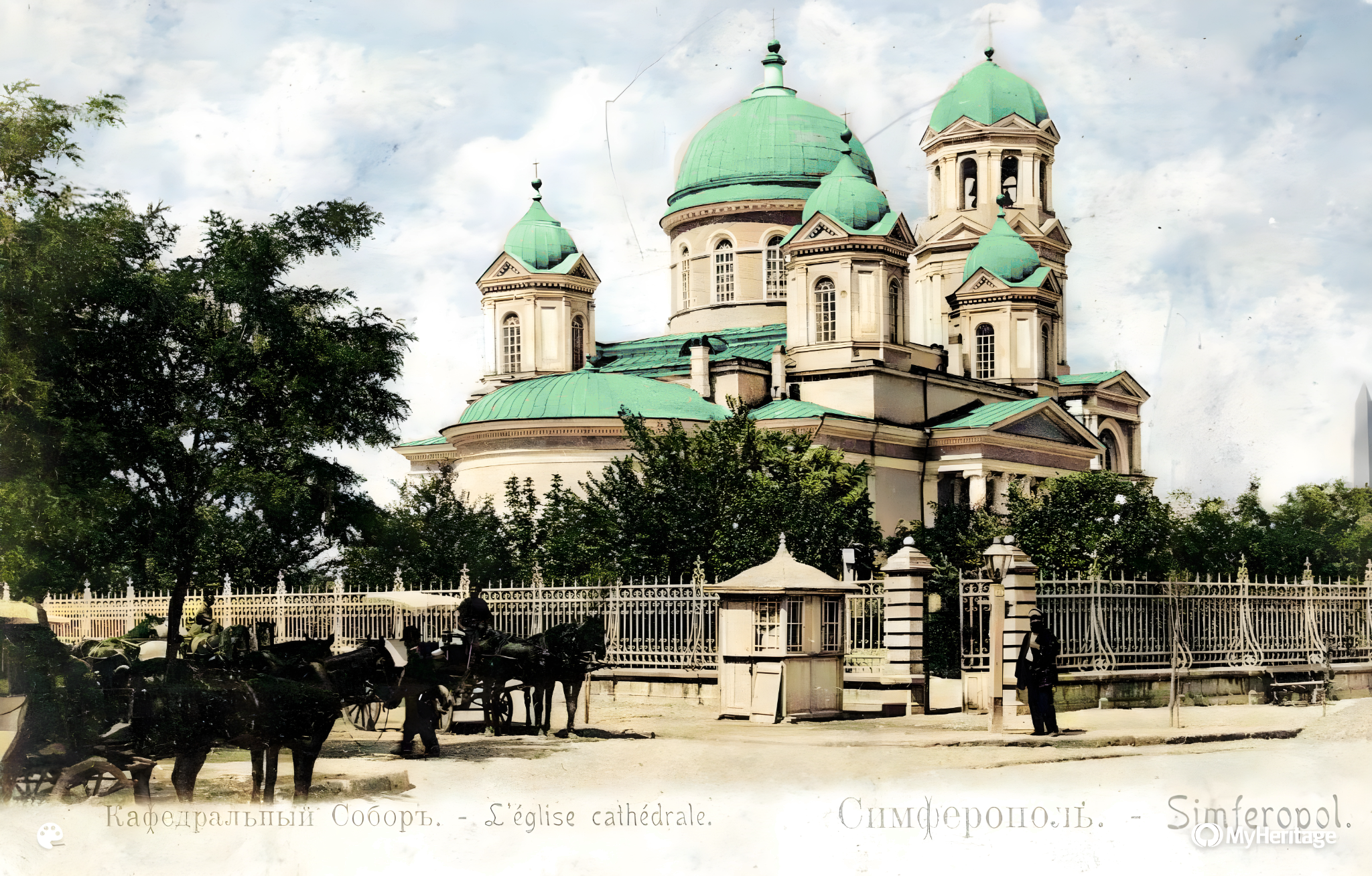
Собор в XIX веке

В 1816 году Иосиф Шарлемань и Иван Колодин разработали новый проект, одобренный Александром I и получивший финансирование. Новый храм был заложен на другом месте, подальше от Салгира, 12 марта 1823 года: после совершения литургии в Петропавловской церкви к месту закладки храма проследовал крестный ход и архиепископ Екатеринославский Иов (Потемкин) освятил место строительства в присутствии губернатора Таврической губернии Николая Перовского. Торжественное освящение храма состоялось 3 июня 1829 года.
В 1842 году западный фасад храма обогатился часами, устроенными справа от входа на одном из четырёх малых куполов. В 1844 году была произведена капитальная перестройка храма. К западному фасаду были пристроены трапезная и притвор с колокольней, с правой стороны притвора было устроено помещение для сторожа, в левой — вход в ризницу и колокольню. В 1869 году храм был расширен пристройкой трёх приделов и галереей на западном фасаде.
В январе 1918 года моряки-черноморцы подавили огневую точку на колокольне собора, сильно разрушив колокольню и здание. В декабре 1922 года собор был закрыт и позже осквернён: превращён в склад церковной утвари, собранной из других храмов Крыма. В 1929 году были сняты колокола храма, а 30 мая 1930 принято решение о сносе кафедрального собора, приведённое в исполнение в ночь на 27 сентября — храм был взорван. Место расчищено и разбит сквер, в котором в 1944 году был установлен танк-памятник освободителям Симферополя.

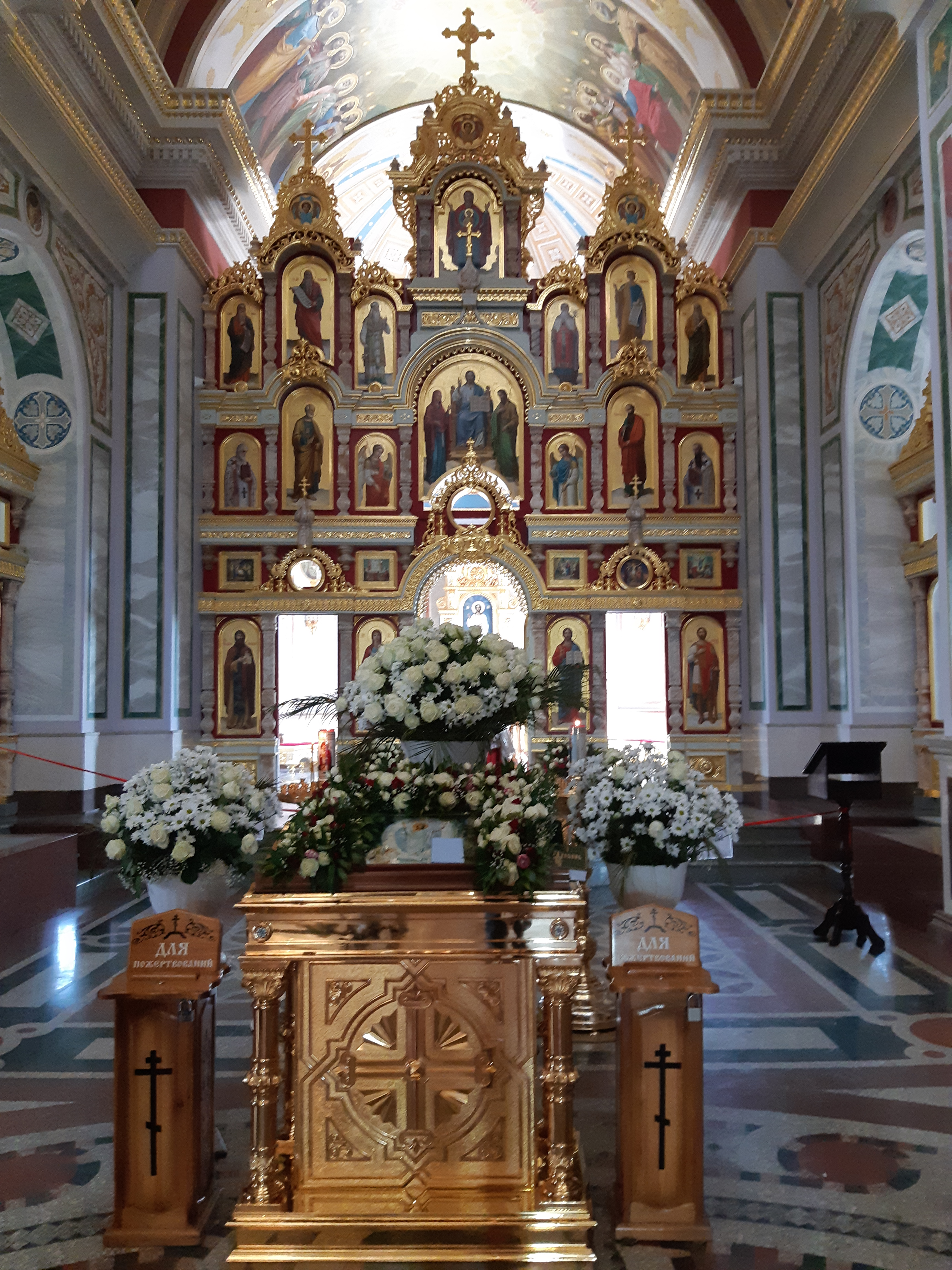
Иконостас собора Александра Невского

### Восстановление в XXI веке
В 1999 году Верховный Совет Крыма и Симферопольская и Крымская епархия решили воссоздать храм на его исконном месте. Работы по воссозданию храма начаты в 2003 году и завершены к 2022.
31 июля 2009 года патриарх Московский и всея Руси Кирилл совершил освящение купольных крестов для строящегося собора.
В 2014 году возрождение храма взял под патронаж президент России Владимир Путин, после чего работы заметно ускорились. Собор расписывали иконописцы из Нижнего Новгорода в академическом стиле.
7 июня 2016 года в нижнем храме собора поставлена рака с мощами архиепископа Таврического Гурия — по перенесении их из Петропавловского собора.
В 2021 году продолжалась роспись собора, богослужения проводили в нижнем храме. Великое освящение планировали провести в мае, приурочив к 800-летию со дня рождения Александра Невского, однако в связи с пандемией COVID-19 оно было отложено на 2022 год.